# Wiley Ford
Wiley Ford est une census-designated place située dans le comté de Mineral, dans l’État de Virginie-Occidentale, aux États-Unis. Sa population s’élevait à 1 026 habitants lors du recensement de 2010.

## Histoire
La localité a été nommée en hommage à un des premiers habitants qui s’était établi près d’un gué (ford en anglais) situé dans les environs.

## Source
- (en) Cet article est partiellement ou en totalité issu de l’article de Wikipédia en anglais intitulé « Wiley Ford, West Virginia » (voir la liste des auteurs).